# Il cappotto di astrakan
Il cappotto di astrakan è un romanzo di Piero Chiara uscito nel 1978 per i tipi di Arnoldo Mondadori Editore. Romanzo ambientato a Parigi negli anni del secondo dopoguerra, come in molte opere dello scrittore luinese, le storie dei personaggi coinvolti si intrecciano sullo sfondo di un universo provinciale (Luino, il Lago Maggiore), per poi dispiegarsi in un'epica storia d'amore, sesso, galera e tradimenti, nella capitale più amata degli anni cinquanta: Parigi.
L'elemento autobiografico è molto forte: quand'era ragazzo, dopo il collegio, e prima di diventare un impiegato giudiziario, aveva compiuto il proprio apprendistato esistenziale in Francia, a Nizza, a Lione e poi proprio a Parigi. Anche se nella nota al colophon Chiara tiene a precisare che è "da escludere una mia partecipazione ai fatti raccontati".
Dal romanzo nel 1980 è stato tratto l'omonimo film, diretto da Marco Vicario.

## Trama
Una trama densa di colpi di scena che trasforma i fatti minimi della quotidianità in eventi narrativi affascinanti. Dopo aver vagato per le sale da biliardo e le darsene del Lago Maggiore, il protagonista, un uomo sulla quarantina che è già stato in Francia vent'anni prima e ne è dovuto scappare per un'accusa di complicità in una rapina, decide di trasferirsi a Parigi e dare così una svolta alla propria vita: "Verso la fine d'aprile del millenovecentocinquanta, non avendo trovato dalle mie parti e non pensando di trovare neppure in altri luoghi vicini, o per dir meglio in Italia, il terreno favorevole alla nuova vita che durante la guerra mi ero proposta per il caso che ne fossi scampato, pensa di portarmi a Parigi, senza programmi di alcun genere e solo per viverci qualche mese. Chissà, mi dicevo, che non abbia a cogliersi il bandolo di un avvio e magari a trovarvi la mia fortuna". Perché «andare a Parigi a quell'epoca era come darsi a un mestiere, a una professione, a un corso di studi. Vivere in quella gran città voleva dire imparare, capire, fiutare il vento».
Qui sarà pensionante dalla vedova Lenormand, una donna imponente che ha superato i sessanta e cerca di imporgli una disciplina che il figlio Maurice ha eluso fuggendo - secondo quanto la vedova racconta - con un'orientale in Indocina.
Il protagonista presto incontra Valentine che si esercita nuda nella sala da pranzo, offrendo alla vista dalla strada, la propria silhouette stagliata attraverso le persiane semi-abbassate. Dopo lunghi appostamenti e i primi fugaci contatti, il protagonista riesce a entrare nelle grazie della ragazza, anche se confessa a sé stesso: «Mi appariva chiaro un fatto: non sentivo per lei alcun trasporto». Dopo l'amplesso il provinciale soppesa l'amante, la magrezza del busto e l'abbondanza dal ventre alle ginocchia che ne fanno «una donna imperfetta, un modello fuori serie». Ma è questa l'avventura da raccontare agli amici del bar? Non sfigurerà al confronto con le imprese del Codega o del Rapazzini? Lei gli confida di essere stata fidanzata con Maurice, un giovane che gli somiglia e - come lui - possedeva un cappotto di astrakan, della stessa taglia e cucito dallo stesso sarto. Maurice si rivelerà essere il figlio della Lenormand e, al contrario di quanto racconta la vedova, incarcerato per rapina e non fuggito in oriente. Valentine afferma di non amarlo più e vorrebbe trasferirsi in Italia, seguendo il protagonista, per iniziare una nuova vita con lui, sul Lago Maggiore.
Ma Maurice evade e, dopo aver fatto irruzione nella casa della Lenormand, sorprendendo il protagonista nel letto e nella camera che era stata sua, rapisce Valentine e - in una disperata fuga di tre giorni - la porta con sé verso il nord della Francia. Qui viene denunciato da due camionisti cui aveva chiesto un passaggio, arrestato e condannato a 26 anni.
Nel frattempo il protagonista è tornato in Italia, prima che la polizia potesse individuarlo e collegarlo eventualmente alla fuga di Maurice e alle disavventure di vent'anni prima. Giunto sul lago riprende la consueta routine narrando agli amici le proprie favolose avventure. Grande è la sua sorpresa quando vede arrivare, al bar della piazza, Valentine che - lasciata la Francia - gli propone di venire a vivere con lui in Italia. Nel riepilogo delle avventure cui è stata suo malgrado costretta a partecipare, Valentine si rifiuta di approfondire gli avvenimenti accaduti durante quei tre giorni di fuga. Il protagonista si chiede se l'amore tra i due si è riacceso: se Maurice fosse effettivamente fuggito in Sud America con Valentine, lei sarebbe diventata la signora Lenormand? Decidono di separarsi: Valentine tornerà a Parigi e il protagonista le farà sapere le sue intenzioni. Comunque lei ha un'offerta per andare a lavorare a New York. In sette pagine di recriminazioni e domande che non ha avuto il coraggio di farle di persona, il protagonista scrive una lettera a Valentine, che deposita in una buca delle lettere abbandonata. E torna alla propria vita di flâneur di provincia, apparentemente senza rimpianti.

## Opere derivate
Dal romanzo, nel 1980, è stato tratto l'omonimo film, una commedia all'italiana diretta dal regista Marco Vicario. La trama del film diverge in più punti dal romanzo: il protagonista è l'amante di entrambe le donne che verranno a cercarlo sul Lago Maggiore.